# تشارلز سايمور (أستاذ جامعي)
تشارلز سايمور (بالإنجليزية: Charles Seymour)‏ هو مؤرخ أمريكي، ولد في 1885 في نيو هيفن في الولايات المتحدة، وتوفي في 11 أغسطس 1963 في تشاتهام في الولايات المتحدة.